# Нижній виносний елемент

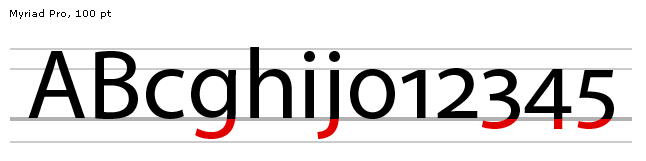
Нижні виносні елементи — це ті частини літер, які лежать нижче базової лінії.

Не плутати з виносними елементами у кресленні.
Нижній виносний елемент — у типографії: частина малої літери у шрифті, яка виступає нижче його базової лінії. Наприклад, нижнім виносним елементом літери у є її «хвіст» — тобто частина, яка лежить нижче точки, у якій перетинаються дві лінії, з яких вона складається.
У більшості шрифтів нижні виносні елементи лінії присутні в малих літерах. Приклади верхніх виносних елементів в англійській мові — g, j, q, p, y, іноді f. В українській мові верхні виносні елементи є у літер д, р, у, ф, ц, щ. У деяких шрифтах нижні виносні елементи використовуються також у цифрах (зазвичай 3, 4, 5, 7 і 9). Такі цифри називаються мінускульними. У деякі курсивних шрифтах, як-от Computer Modern, нижній виносний елемент має також цифра 4; такі шрифти не вважаються мінускульними. У деяких шрифтах нижні виносні елементи мають також «хвостики» деяких великих літер, як-от J та Q.
Частини малих літер у шрифті, які виступають над його середньою лінією[en], називаються верхніми виносними елементами.
Щоб вмістити більше тексту на сторінці, нижні виносні елементи часто зменшують у шрифтах, призначених для дрібного друку, як-от газети, довідники або кишенькові видання Біблії тощо. 
20 травня 1802 року Філіп Рашер (Philip Rusher) з Банбері запатентував новий тип гарнітури, Rusher's Patent Types, з вилученими нижніми й укороченими верхніми виносними елементами. Шрифт не мав успіху. Певною популярністю користувалися акцидентні шрифти Hobo та шрифт для заголовків Permanent Headline, у яких нижні виносні елементи теж було видалено.
Деякі ранні комп'ютерні дисплеї (наприклад, Compukit UK101) та принтери (наприклад, Commodore 4022) обмежували вертикальний інтервал символів так, щоб місця для відображення нижніх виносних елементів не залишалося. Натомість символи з нижніми виносними елементами зміщувалися вгору так, щоб їхня нижня частина «лежала» на базовій лінії. Про сучасні системи, у яких немає такого обмеження, кажуть, що вони підтримують справжні нижні виносні елементи.